# Olivier Ta

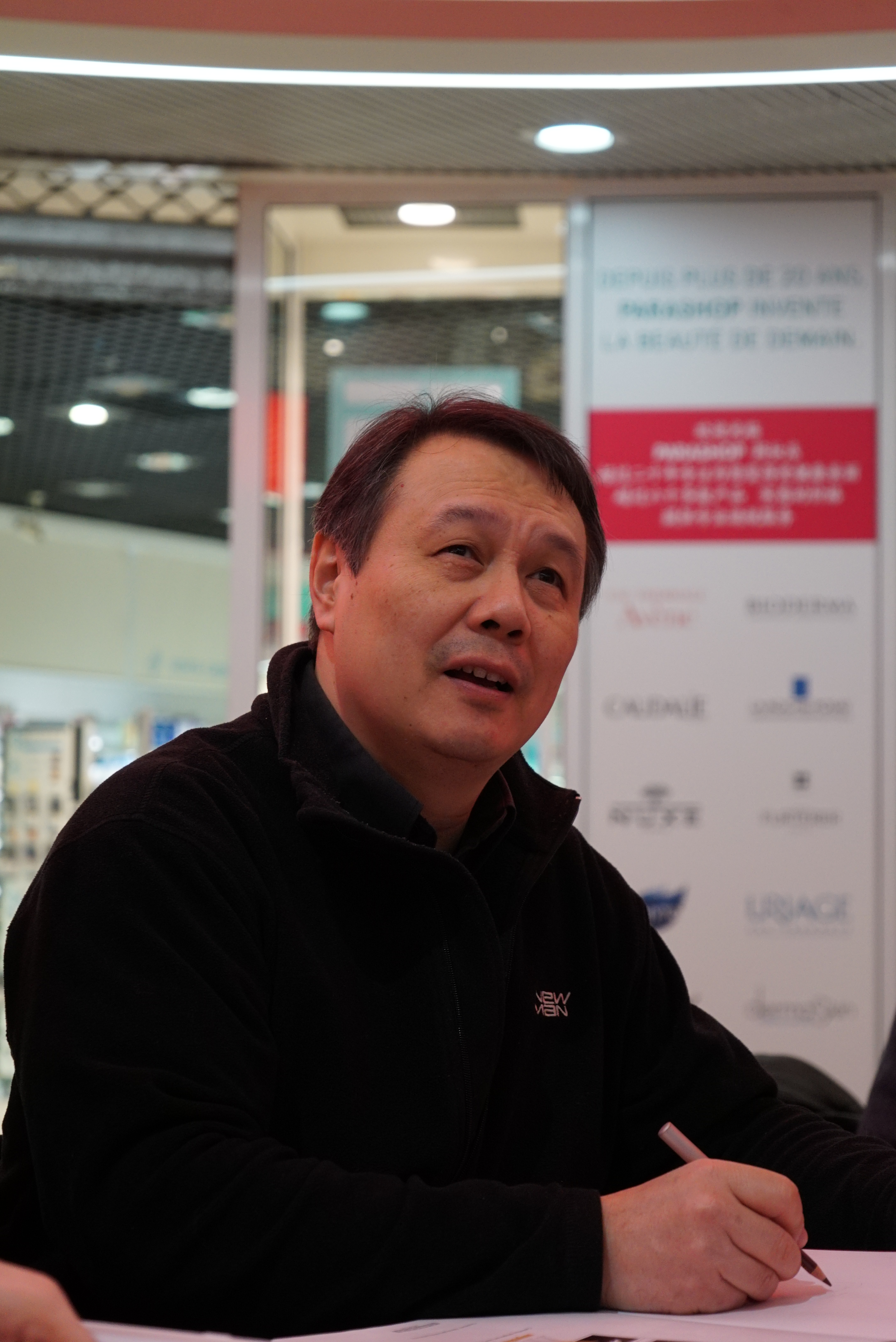
2018

Olivier Ta, também chamado TaDuc (nascido a 5 de março de 1962 em Perreux-sur-Marne) é um autor francês de banda desenhada de origem vietnamita.

## Biografia
Após estudos em medicina, decide seguir a sua paixão: desenhos de banda desenhada. O seu encontro com Dieter permite-lhe criar algumas histórias no magazine Triolo das edições Fleurus, a partir de 1986.
Partilha um atelier com dois outros autores de banda desenhada: Thierry Robin e Pierre-Yves Gabrion.